# Teracotona strigosa
Teracotona strigosa là một loài bướm đêm thuộc phân họ Arctiinae, họ Erebidae.